# Francis Crossman
Francis Lindisfarne Morley Crossman, CB, DSO, MC (* 16. August 1888; † 16. August 1947) war ein britischer Offizier der British Army, der zuletzt als Generalmajor von 1940 bis 1942 Kommandeur der 2. Flugabwehrdivision (2nd Anti-aircraft Division) war.

## Leben
Francis Lindisfarne Morley Crossman, Sohn von L. Morley Crossman, absolvierte eine Offiziersausbildung und übernahm nach deren Abschluss verschiedene Verwendungen innerhalb des Royal Regiment of Artillery. Während des Ersten Weltkrieges war er zunächst überplanmäßig als Hauptmann sowie ab dem 14. Dezember 1915 als Hauptmann (Captain) in der Royal Horse and Royal Field Artillery eingesetzt. Am 1. August 1918 wurde er zum Brigademajor ernannt. Für seine Verdienste ihm Ersten Weltkrieg wurde ihm das Military Cross (MC) sowie 1919 die Würde eines Companion des Distinguished Service Order (DSO) verliehen.
Nach verschiedenen Verwendungen in der Zwischenkriegszeit wurde er am 1. Oktober 1930 Major und Oberstleutnant im Brevet-Rang (Brevet Lieutenant Colonel) im Royal Regiment of Artillery. Nachdem er 1936 Kommandeur (Commanding Officer) der 54. Feldartilleriebrigade (54th Field Artillery Brigade) wurde er 1936 zunächst Instrukteur sowie 1937 als Oberst (Colonel) Chefinstrukteur für das Schießwesen an der Artillerieschule (School of Artillery). Am 1. September 1938 wurde er Artilleriekommandeur der 1. Division (1st Division) in der Garnison Aldershot und erhielt während dieser Verwendung den vorübergehenden Rang eines Brigadegenerals (Temporary Brigadier).
Im Anschluss übernahm Generalmajor Crossman am 28. Juli 1939 von Generalmajor Frederick Alfred Pile den Posten als Kommandeur der 1. Flugabwehrdivision (1st Anti-aircraft Division) und behielt diesen bis zum 11. November 1940, woraufhin Generalmajor Robert Whittaker seine Nachfolge antrat. Daraufhin löste er wiederum am 12. November 1942 Generalmajor Maurice Grove-White als Kommandeur der 2. Flugabwehrdivision (2nd Anti-aircraft Division) ab und verblieb auf diesem Posten bis zur Auflösung der Division am 1. Oktober 1942. Für seine Verdienste während des Zweiten Weltkrieges wurde 1941 zudem Companion des Order of the Bath (CB). 
Crossman, der Eigentümer des Herrenhauses (Manor) von Holy Island in Chestwick, Berwick-upon-Tweed, Northumberland, war, heiratete am 21. August 1919 Ruth Tippinge, Tochter von Hauptmann Vernon Gartside Tippinge und Annie Hunter. Aus dieser Ehe ging der Sohn Humphrey Crossman (1924–2011), der als Oberstleutnant ebenfalls in der Royal Artillery diente, und mit Lady Rose Maureen Alexander verheiratet war, erstes von vier Kindern und älteste Tochter des späteren Feldmarschalls Harold Alexander (1891–1969), der unter anderem zwischen 1946 und 1952 Generalgouverneur von Kanada sowie von 1952 bis 1954 Verteidigungsminister war und für seine Verdienste 1946 zunächst als Viscount Alexander of Tunis, of Errigal in the County of Donegal, sowie 1952 als 1. Earl Alexander of Tunis, in den Adelstand erhoben wurde, sowie dessen Ehefrau Lady Margaret Diana Bingham (1905–1977), die jüngere Tochter des konservativen Politikers George Bingham, 5. Earl of Lucan (1860–1949).